# Вотерлу (Орегон)
Вотерлу (енгл. Waterloo) град је у америчкој савезној држави Орегон.

## Демографија
По попису из 2010. године број становника је 229, што је 10 (-4,2%) становника мање него 2000. године.
| Група             | 2000.       | 2010.       |
| Белци             | 228 (95,4%) | 212 (92,6%) |
| Афроамериканци    | 1 (0,4%)    | 0 (0,0%)    |
| Азијати           | 1 (0,4%)    | 0 (0,0%)    |
| Хиспаноамериканци | 5 (2,1%)    | 13 (5,7%)   |
| Укупно            | 239         | 229         |